# 愛と友情のブギウギ
『愛と友情のブギウギ』（あいとゆうじょうのブギウギ）は、NHK総合テレビ・よるドラ（連続ドラマ）シリーズの2005年度第1回シリーズとして3月28日 - 5月5日の6週間=全24回=に渡って放送された。
番組はサスペンスドラマの女王として知られる片平なぎさが本格的な帯ドラマ初主演を果たした作品で、片平、麻生祐未、河合美智子、岩崎ひろみ、広岡由里子らが扮する主婦たちが、「ブギウギ5」を結成し、ア・カペラに情熱を傾ける姿を描くホームドラマ。

## ブギウギ5の構成メンバー
- 紅谷あかり（ブギウギレッド）：片平なぎさ
- 水野葵（ブギウギブルー）：麻生祐未[1]
- 大月黄菜子（ブギウギイエロー）：河合美智子
- 桜井桃江（ブギウギピンク）：広岡由里子
- 野々草ミドリ（ブギウギグリーン）：岩崎ひろみ

## その他の出演者
- 石黒賢：紅谷至（あかりの夫）
- 西田奈津美：紅谷美歌（あかりの娘）
- 羽場裕一：水野光彦（葵の夫）
- 柳沢慎吾：大月拓郎（黄菜子の夫）
- 京本政樹：桜井武男（桃江の夫）
- 小林隆：野々草正宗（ミドリの夫）
- 岡本奈月：野々草舞（ミドリの義娘）
- 梅津栄：大月仙太郎（黄菜子の義父）
- 白川由美：紅谷墨子（あかりの義母）
- あめくみちこ：紅谷冴子（あかりの義姉）
- 田中要次：黒岩一馬（部長）
- 五大路子：黒岩美佐子（黒岩婦人）
- 阿南健治：山根次郎
- 橋本さとし：十文字教官
- 石塚義之：岡崎（あかりのパート先の店長）
- 淡島千景：大空宇多江（ブギウギ5のメンバーの夫が勤務するタイヤ会社「大空タイヤ」の親会社「大空モータース」の会長）
- 保里小百合：子役、2013年にNHKにアナウンサーとして入局している

※第3週「主婦、バイクに乗る!」にはモト冬樹が駐在役でゲスト出演した。

## 取り上げた楽曲
| 放送週 | サブ題名                | 取り上げた楽曲               | 原曲歌手                     |
| ------ | ----------------------- | ---------------------------- | ---------------------------- |
| 第1週  | 「主婦、ハモる!」       | 買い物ブギ 東京ブギウギ      | いずれも笠置シヅ子           |
| 第2週  | 「主婦、奔走する!」     | ケセラセラ 真赤な太陽        | ペギー葉山 美空ひばり        |
| 第3週  | 「主婦、バイクに乗る!」 | （新しく取り上げた楽曲なし） | （新しく取り上げた楽曲なし） |
| 第4週  | 「主婦、図に乗る!」     | Darlin'                      | （番組オリジナルソング）     |
| 第5週  | 「主婦、尽くす!」       | （新しく取り上げた楽曲なし） | （新しく取り上げた楽曲なし） |
| 第6週  | 「主婦、旅立つ!」       | （新しく取り上げた楽曲なし） | （新しく取り上げた楽曲なし） |

## ブギウギ5を結成したきっかけ
- ドラマの第1週で、部長・黒岩の昇進記念パーティーが開かれ、大空タイヤの社宅に住んでいた主婦5人はパーティーの余興で「買い物ブギ」を合唱した。しかしそれを聴いた黒岩が激怒してしまいパーティーをぶち壊してしまった。
- しかし、今度は親会社・大空モータースの会長である大空宇多江の退院記念パーティーがあることを聞きつけ、名誉挽回のためにと今度はア・カペラのグループを結成して「東京ブギウギ」で再起を図ることになったが、全員ア・カペラ初心者とあって息が合わなかった。
- しかし、後日宇多江は彼女たちにもう一度チャンスを与えることにして彼女たちを宇多江の豪邸に招いた。そしてそこで改めて美しい美声を披露し、拍手を送られる。
- その後社宅が廃止されることが決定し、彼女たちの生活が厳しくなることからパートやアルバイトなどで生計を立てることになったため事実上休眠の状態になったが、あかりがパート帰りに子供達が歌を歌っているのを聴き改めてア・カペラに情熱を傾けようと決意するようになった。